# Gazprom Nieft

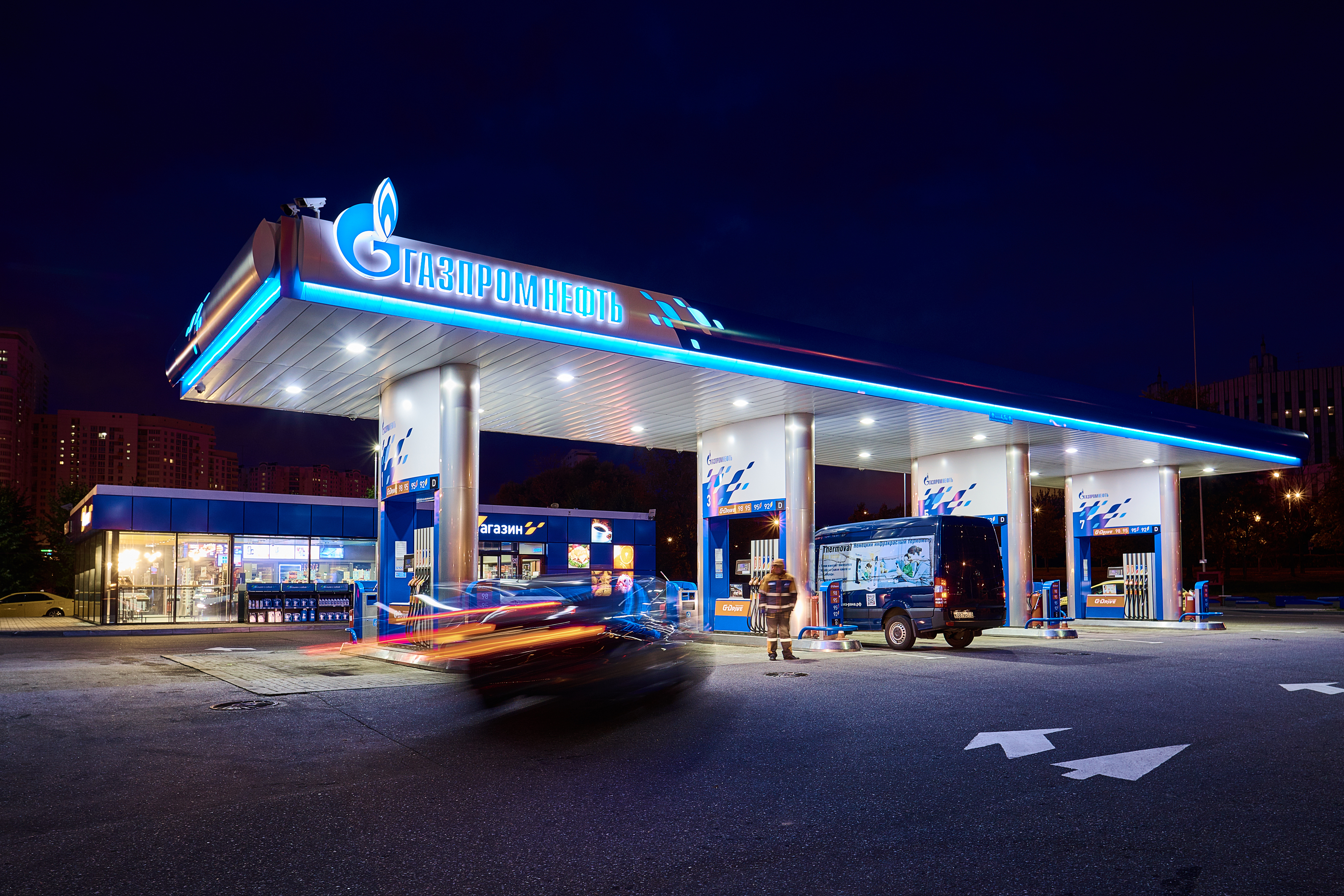
Stacja paliw Gazprom Nieft

Gazprom Nieft (ros. Газпром нефть), dawniej Sibnieft (ros. Сибнефть) – rosyjskie przedsiębiorstwo petrochemiczne, piąte pod względem wielkości wydobycia ropy naftowej w Rosji. Przedsiębiorstwo jest naftowym ramieniem Gazpromu, który jest właścicielem około 96% jego akcji.
Centralne biuro Gazprom Nieft znajduje się w Moskwie, ale zarejestrowane jest w Petersburgu. Po zakończeniu budowy nowego budynku biurowego, który ma nosić nazwę „Ochta Centre”, Gazprom Nieft zamierza przenieść główną siedzibę do Sankt Petersburga.

## Historia
Spółka została założona pod nazwą Сибирская нефтяная компания (w skrócie Sibnieft, Сибнефть) dekretem № 872 prezydenta Rosji Borysa Jelcyna wydanego 24 sierpnia 1995. Rząd podpisał uchwałę dnia 29 września 1995, a Komisja Państwowa, zwołana 11 października 1995, zarządziła połączenie przedsiębiorstwa ropy naftowej Nojabrskneftegas, rafinerii w Omsku, badania przedsiębiorstw Nojabrskneftegasgeophysica, marketingu firmy Omsknefteprodukt w jeden kompleks – Sibnieft.
Kompleks Sibnieftu początkowo miał siedzibę w Omsku, a przedsiębiorstwo ropy naftowej i gazu ziemnego – w Nojabrsku. W latach 1996–1997 nastąpiła prywatyzacja Sibnieftu poprzez szereg aukcji, stopniowo wykupionych przez Romana Abramowicza i Borysa Bierezowskiego za 100 milionów dolarów amerykańskich.
Sibnieft próbowano dwukrotnie połączyć z Jukosem. Zarówno pierwsza próba w 1998 roku, jak i druga w 2003 roku zakończyła się niepowodzeniem. We wrześniu 2005 Gazprom kupił 72,663% akcji Sibnieftu za 13 miliardów dolarów i zmienił jego nazwę na Gazprom Nieft. W kwietniu 2009 roku Gazprom odkupił od włoskich spółek Eni i Enel 20% akcji Gazprom Nieftu za 4,2 miliardy dolarów, przejmując w ten sposób kontrolę nad 100% akcji przedsiębiorstwa.

## Sponsoring drużyn sportowych
Sibnieft (z głównym udziałowcem Abramowiczem) był sponsorem piłkarskiego klubu CSKA Moskwa od marca 2004 roku. Kontrakt został zawarty na 54 miliony USD rozłożone na 3 lata. Gazprom Nieft jest również sponsorem drużyn hokeja na lodzie (Awangard Omsk), mini piłki nożnej, czy drużyny żużlowej.